# Vtoraja Nizšaja Liga
La Vtoraja Nizšaja Liga (in lingua russa вторая низшая лига cioè Seconda Lega minore) era la quarta categoria per importanza del Campionato sovietico di calcio.

## Struttura
Nell'ultima stagione (1991) le squadre partecipanti erano 241 divisi in dieci gironi con un numero differente di squadre raggruppate per zone: le squadre si incontrarono tra di loro in partite di andata e ritorno con la formula dei due punti per vittoria, uno per il pareggio e zero per le sconfitte. Il numero di promozioni alla Vtoraja Liga (almeno uno) e l'organizzazione dei gironi (in uno o due gironi con un'unica fase o con due fasi) cambiava da girone a girone.

## Storia
Il quarto livello nazionale del campionato sovietico fu organizzato solo in cinque circostanze: nelle due edizioni nel 1936, nel 1937 (col nome di Gruppa G), eccezionalmente nel 1970 (col nome di Klass B) e negli ultimi due anni di esistenza del campionato sovietico (1990 e 1991).

## Albo d'oro
| Anno           | Vincitori | Altre Squadre Promosse                                                              |
| -------------- | --- | ----------------------------------------------------------------------------------- |
| Primavera 1936 | KHPZ Kharkov | [ 1 ]                                                                               |
| Autunno 1936   | KHPZ Kharkov | Dinamo Pjatigorsk                                                                   |
| 1937           | Traktor Volgograd | categoria soppressa                                                                 |
| 1970           | Motor Vladimir Terek Groznyj Kord Balakovo Sachalin Khimik Severodonetsk Cementnik Semipalatinsk Zarafshan Navoi                                  | categoria soppressa                                                                 |
| 1990           | Torpedo Zaporižžja Ararat 2 Qaradağ Torpedo Taganrog Asmaral Volga Kalinin KAMAZ Vostok Ust'-Kamenogorsk Nuravshon Bukhara Sachalin               | Sudostroitel' Mykolaïv Luč Azov Tighina KIM Vicebsk Lada-Togliatti Jetisý Kasansaec |
| 1991           | Neftjanik Okhtyrka Syunik Kapan Xəzər Sumqayit Žemčužina-Soči Spartak Anapa Prometej-Dinamo S.P. Rubin Aktyubïnec Traktor Tashkent Lokomotiv Čita | categoria soppressa                                                                 |